# Sulfat de argint
Sulfatul de argint este o sare a argintului cu acidul sulfuric cu formula chimică Ag2SO4. Este un precipitat insolubil. 

## Preparare
Sulfatul de argint este preparat prin reacția dintre acidul sulfuric și azotatul de argint:
{\displaystyle \mathrm {2AgNO_{3}+H_{2}SO_{4}\longrightarrow Ag_{2}SO_{4}\downarrow +2HNO_{3}} }
Prepararea se face sub lumină roșie. După aceea, precipitatul poate fi spălat cu apă fierbinte.

## Proprietăți

### Chimice
Sulfatul de argint se descompune în argint metalic, dioxid de sulf și oxigen gazos:
{\displaystyle \mathrm {Ag_{2}SO_{4}\longrightarrow 2\ Ag+\ SO_{2}+\ O_{2}} }
{\displaystyle \mathrm {Ag_{2}SO_{4}+\ H_{2}\longrightarrow 2\ Ag+\ H_{2}SO_{4}} }
{\displaystyle \mathrm {Ag_{2}SO_{4}+\ Ag_{2}S\longrightarrow 4\ Ag+2\ SO_{2}} }